# هيرنان تورو
هيرنان تورو (بالإسبانية: Hernán Toro)‏ هو مصور سينمائي فنزويلي، ولد في عقد 1950.

## وصلات خارجية
- هيرنان تورو على موقع IMDb (الإنجليزية)
- هيرنان تورو على موقع أول موفي (الإنجليزية)
- هيرنان تورو على موقع كينوبويسك (الروسية)